# Harry James Veitch
Harry James Veitch ( 24 de junio de 1840-6 de julio de 1924) fue un eminente naturalista, horticultor y pteridólogo inglés del siglo XIX, que fue cabeza de una familia de empresarios de viveros, James Veitch & Sons, con base en Chelsea, Londres. Fue instrumental en establecer la Chelsea Flower Show (exposición anual, de cinco días), que lo llevaron a ser nombrado caballero por sus servicios a la horticultura.

## Educación y primeros años
Harry era el segundo hijo de James Veitch y de su esposa Harriott Gould; habiendo nacido en Exeter, Inglaterra. Como muchos notables horticultores, tenía ascendencia escocesa, su bisabuelo John Veitch habiendo cruzado a Inglaterra hacia el final del siglo XVIII, se ocuparía en los cargos de administrador y agente judicial para Thomas Acland, en Killerton, Devon. Veitch fue educado en la Exeter Grammar School y en Altona, Hamburgo, Alemania, antes de asistir al curso de conferencias de botánica dictadas por el Dr. John Lindley en la University College de Londres, donde aprendió el manejo del negocio de semillas. Poco después, se unió al personal de la empresa de viveros de Francia: Vilmorin-Andrieux & Co., de París, donde dirigió el Departamento de semillas.

## Viveros Veitch
A los dieciocho, retorna a Inglaterra para ayudar a su padre en el manejo de los viveros en Kings Road, Chelsea, Londres, que habían sido adquiridos cinco años antes Sres. Knight y Perry. Su sentido de los negocios de la industria rápidamente se hizo patente, y la empresa de James Veitch & Sons pronto gozó de la reputación de ser el vivero más importante en todo el mundo.
En 1863, la rama original de Exeter de los negocios de la familia y en Chelsea se separaron, con el tío de Harry Robert, haciéndose cargo de la empresa en Exeter Robert Veitch & Sons. La rama de Londres tomó el nombre James Veitch & Sons bajo el padre de Harry, James. James falleció en septiembre de 1869, cuando la empresa estaba bajo la gestión de su hijo mayor John, quien sólo sobrevivió a su padre durante pocos meses, falleciendo en agosto de 1870 de tuberculosis a los 31 años. Harry, asistido por su joven hermano Arthur, tomarán el control de los negocios de James Veitch & Sons.
La responsabilidad, energía, entusiasmo, y agudeza en los negocios de Veitch sorprendió incluso a aquellos que mejor le conocieron. Amplió el negocio, y estableció viveros en Coombe Wood (árboles, arbustos, y plantas herbáceas), Feltham (plantas de jardín, flores para floristas, y producción de semillas), y en Langley, Berkshire (frutos de árboles y arbustos y, más tarde: orquídeas). Con Harry en el control, la firma entró en su más próspero periodo de su historia.
Durante el periodo de Veitch como director de los negocios de Chelsea, James Veitch & Sons enviaron numerosos recolectores botánicos por todo el mundo para recolectar nuevas especies. Entre sus recolectores durante este período estaban Henry Chesterton (1870 – 1878), Gustav Wallis (1872 – 1874), Guillermo Kalbreyer (1876 – 1881), Frederick W. Burbidge (1877 – 1878), Charles Maries (1877 – 1879), Charles Curtis (1878 – 1884) y David Burke (1881 – 1897). Además del desarrollo de muchos híbridos finos de Begonia, Streptocarpus, Hippeastrum, Nepenthes, y otros géneros exóticos, la firma tuvo la distinción de obtener el primer híbrido de orquídea: Calanthe × dominii, hibridado y cultivado por su encargado John Dominy.
En 1898 la firma de James Veitch & Sons se constituye en una compañía de responsabilidad limitada, donde el sobrino de Harry James Herbert Veitch pasó a ser director de administración. Una de las primeras medidas adoptadas por la nueva empresa, de conformidad con la práctica anterior de la empresa, fue enviar al "Chino" Ernest H. Wilson a China y al Tíbet a recolectar plantas.
Sin embargo, el negocio fue demasiado para James, quien sufrió una crisis nerviosa. Se convirtió en retraído y excéntrico, ofendiendo a los clientes, así el negocio comenzó a declinar. Luego de su deceso en 1907 con sólo 39 años, su hermano John, un exfutbolista internacional de la Selección de fútbol de Inglaterra, lo sucede en los negocios de Chelsea. Asimismo, tampoco tuvo la capacidad para manejar el negocio con éxito, y Harry Veitch volvió a hacerse con el control y poner el negocio de nuevo en marcha. A la muerte de John en octubre de 1914 con 45 años, y al expirar el contrato de arrendamiento de la tierra en Coombe Wood, Sir Harry (que había sido nombrado caballero en 1912) cerró el negocio, sin haber sucesores en la familia. En vez de arriesgarse a perder la reputación reconocida que la empresa había adquirido, Harry eliminó los invernaderos y vendió el terreno para construcción. Los Royal Botanic Gardens, Kew adquirieron algunos de los árboles y arbustos más raros de Veitch.

## Servicios públicos y la Exposición Chelsea Flower Show
Durante más de treinta después de 1870, Veitch era un visitante constante en las reuniones continentales hortícolas. Tan temprano como en 1869, junto con Sir Joseph Hooker (director de los Royal Botanic Gardens, Kew), siendo uno de los presentes en la primera exposición internacional en Rusia, celebrada en San Petersburgo.
Durante casi veinticinco años, Veitch fue presidente de la Gardener's Royal Institution Benevolent, con la eficaz realización de sus negocios y contribuyendo generosamente a sus fondos. También apoyó el Fondo Royal Gardener's Orphan y el United Horticultural Benefit Club durante muchos años y también se desempeñó como miembro de la Junta de Directores de los Colegios Británicos de Huérfanos y en el Comité de Santa Ana y la Misión de la Ciudad de Londres. A todas esas organizaciones dio libremente su patrocinio y su generosa ayuda financiera.
En 1866, en ocasión de la "Gran Exhibición International de Horticultura" en Londres; Veitch pasó a ser miembro del Comité ejecutivo de 21 miembros, sirviendo en muchos de los subcomités. Con los ingresos de la exposición de, se adquirió la Biblioteca Lindley y se la pasó a la Royal Horticultural Society. Veitch estaba íntimamente relacionado con esa organización durante muchos años y ayudó a establecer su popularidad.
Un espectáculo anual de las flores se había primero celebrado en 1862, llamándose: "Gran Show Primaveral de la Royal Horticultural Society". Su sede fue los jardines R.H.S. en Kensington. Y cuando tales jardines se cerraron en 1888, el espectáculo se trasladó a los Jardines de Inner Temple, cerca de Embarcaderos Victoria. En 1912, el Temple Show es cancelado. Sin embargo, Sir Harry Veitch trajo ese evento de vuelta a lo seguro del Hospital Real de Chelsea para un evento único, la "Segunda Gran Exhibición Internacional de Horticultura". El espectáculo fue un éxito y el "Gran Show de Primavera" se mudó allí en 1913, convirtiéndose en el hoy anual Exposition floral de Chelsea.
En 1918, Sir Harry Veitch fue Tesorero de la Royal Horticultural Society durante un año, habiendo sido miembro de su Consejo desde 1887 y Presidente del Comité de orquídeas desde hacía muchos años.

## Jardines
En 1902, Veitch estableció los Jardines de la Casa Ascott, cerca de Wing para el banquero Leopold de Rothschild y su esposa.
Los jardines del Castillo Caerhays, en Cornualles, la residencia de John Charles Williams, (M.P. de Truro), fue plantado con semillas donadas por Harry Veitch de las traídas de China por Ernest Henry Wilson en 1903.
Las tierras de Birr Castle, Eire se plantaron con árboles y arbustos comprados en la venta de los viveros Veitch de Londres en 1914. Incluido dentro de esa colección estaban una serie de introducciones de Wilson desde China; una excepcionalmente rara Carrierea calycina, especímenes de Rhododendron yunnanense y la muy fina Magnolia delavayi aún viviendo hoy.

## Honores

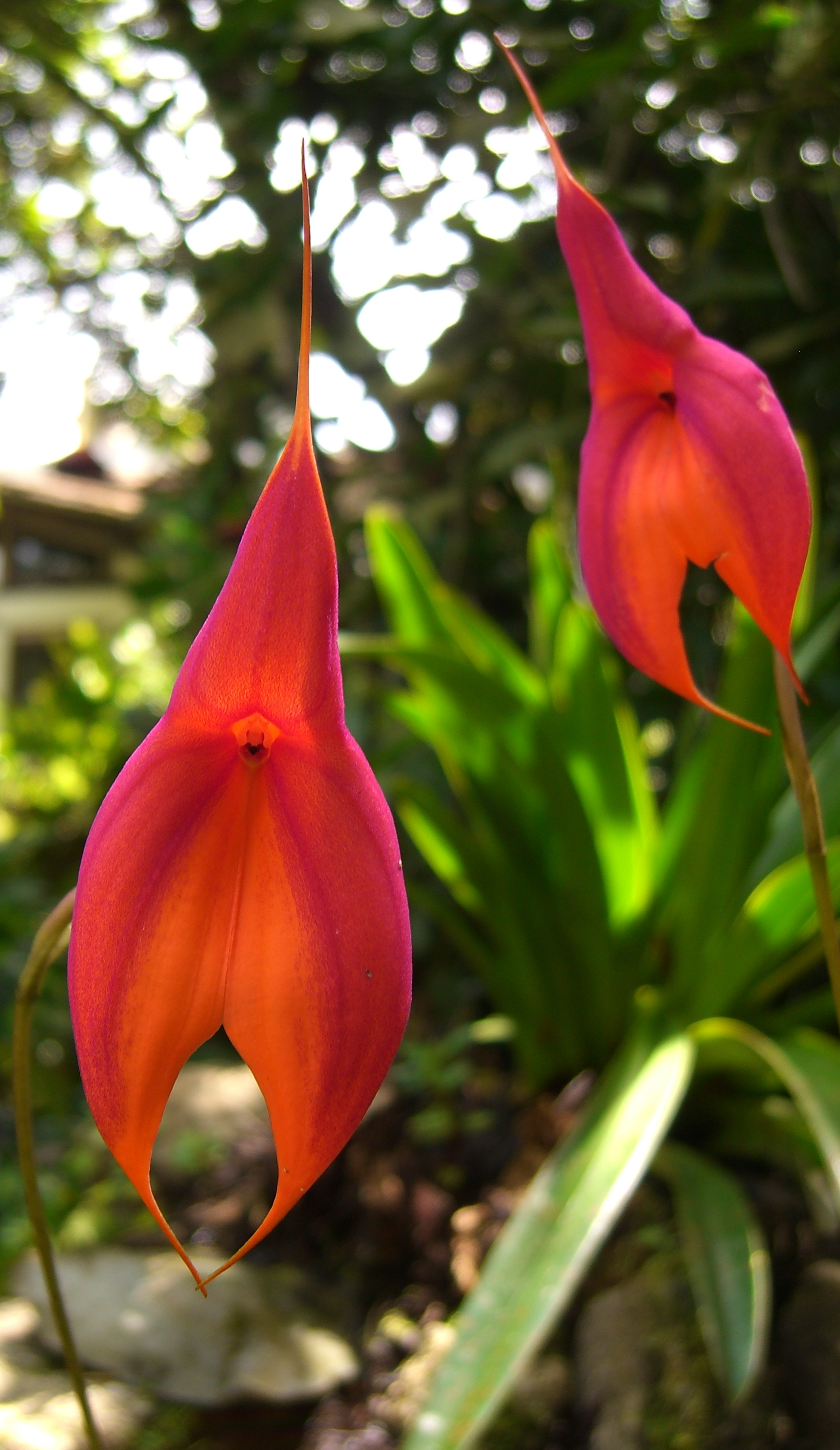
Masdevallia veitchiana

Por sus servicios a la horticultura, el rey Jorge V le confirió el honor de caballero en 1912; siendo la primera vez que a un horticultor se le había dado el título de caballero.
También recibió la Orden de la Corona del rey belga, la francesa Legión de Honor, la Medalla de Francia Isidore Saint-Hilaire, y la Medalla de Oro de EE. UU. George R. White, por eminentes servicios a la Horticultura. Aparte de la caballería, probablemente el mayor honor otorgado a Sir Harry Veitch fue la concesión de la Medalla Victoria de Horticultura en 1906, otorgado por la Royal Horticultural Society, con la que había sido durante mucho tiempo asociado, y de cuyo Comité de Orquídeas fue presidente durante muchos años.

## Algunas publicaciones
Varias publicaciones fueron emitidos por los Sres. Veitch mientras Harry fue jefe de la empresa. "A Manual of the Coniferae" se publicó en 1888, y una segunda tirada en 1900, y las diez partes de los dos volúmenes "Manual of Orchidaceous Plants Cultivated Under Glass in Great Britain" fueron publicadas entre 1887 a 1894. Un gran número de publicaciones de Harry Veitch aparecieron en el Journal de la Royal Horticultural Society, incluyendo "Orchids Past and Present" (1881), "Coniferae of Japan" (1892), "Deciduous Trees and Shrubs of Japan" (1894). También compartió la producción de la Historia de la Casa de Veitch, titulado: "Hortus Veitchii", 1906.

## Deceso y legado
Lady Veitch fallece en 1921, y poco después Sir Harry dejó sus actividades hortícolas y vivió en la jubilación completa a sus casas en Kensington y Parque East Burnham, Slough, Buckinghamshire, donde fallece el 6 de julio de 1924, a los 84. En el obituario publicado en el Gardeners' Chronicle del 12 de julio de 1924 se decía,
"Sir Harry Veitch puede ser considerado como la figura más destacada en el sector hortofrutícola contemporáneo, y durante sus activos cincuenta años nadie tuvo tanta influencia ejercida en el pasado sobre las cosas pertenecientes a la jardinería".
Durante su vida, Sir Harry y su esposa, amasaron una colección de arte importantes, que también incluyó arte decorativo. A su muerte legó su colección completa a la Royal Albert Memorial Museum de Exeter, incluyendo obras de Myles Birket Foster (1825 – 1899) y de Kate Greenaway (1846 – 1901).
Al finalizar cada julio, el Museo Real Albert Memorial realiza la "Confereia Veitch Memorial ", una conferencia sobre botánica en memoria def Sir Harry Veitch.

### Epónimos
- Masdevallia harryana
- Masdevallia veitchiana
- Odontoglossum harryanum
- (Orchidaceae) Oncidium harryanum (Rchb.f.) M.W.Chase & N.H.Williams[9]
- Viburnum harryanum
- Nepenthes × harryana

- La abreviatura «H.J.Veitch» se emplea para indicar a Harry James Veitch como autoridad en la descripción y clasificación científica de los vegetales.[10]